# Willem van Herp
Pour les articles homonymes, voir Van Herp.
Willem van Herp, né vers 1614 à Anvers, où il meurt le 23 juin 1677, est un peintre baroque flamand.

## Biographie
Inscrit à la guilde de Saint-Luc d'Anvers en 1637, il se déclare âgé de soixante-deux ans et bourgeois d'Anvers le 14 juillet 1676. Il meurt à Anvers l'année suivante.
En 1625 et 1626, il devint élève de Damien Wortelmans et obtint la maîtrise en 1638. Willem Van Herp aurait travaillé dans les ateliers de Rubens, en tant que coloriste.

## Œuvres

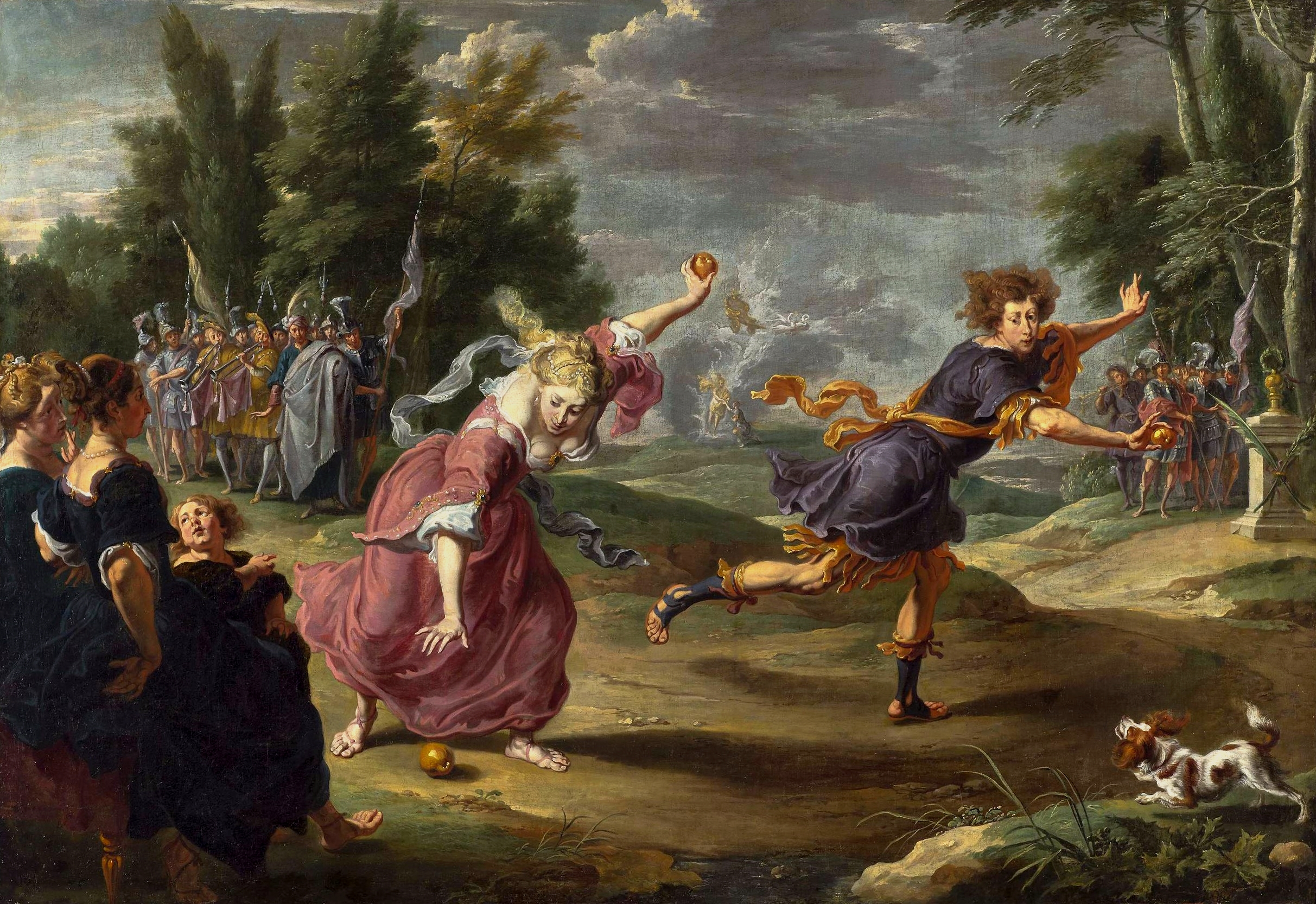
Atalante et Hippomène (1632), musée national de Varsovie.

- La Réconciliation de Céphale et Procris, huile sur cuivre, 70 x 87,7 cm[3], Musée des Pêcheries, Fécamp ;
- La Joyeuse compagnie, collection privée ;
- La Mendiante au cabaret, collection privée ;
- La Fondation de l'Église, musée municipal des beaux-arts de Santa Cruz de Tenerife ;
- Saint Antoine de Padoue distribuant du pain, sanctuaire Notre-Dame d'El Henar (es), Cuéllar
- Saint Antoine prêchant aux animaux, huile sur cuivre, 66,3 x 115,7 cm, musée national de Wroclaw ;
- Atalante et Hippomène (1632), huile sur toile, 115 x 169 cm, musée national de Varsovie ;
- Le Satyre et le Paysan (vers 1650), huile sur toile, 73,6 x 102,9 cm, collection privée ;
- La Découverte d'Érichthonios par les filles de Cécrops (vers 1650), 59 x 48 cm, collection privée ;
- La Visitation (1659), huile sur toile, 85 x 121 cm, collection privée ;
- Allégorie des cinq sens (années 1660), musée national de Varsovie ;
- La Cène (vers 1677), huile sur cuivre, 50 x 64,5 cm